# Place d'Alliance
La place d'Alliance est une place de Nancy, due à l'architecte Emmanuel Héré. Située en Ville-neuve, la place est à proximité quasi immédiate de la célèbre place Stanislas, et appartient au même ensemble urbain de style classique voulu par Stanislas Leszczynski, inscrit au patrimoine mondial de l'UNESCO depuis 1983.
La fontaine centrale, la double rangée de tilleuls centenaires, et les sobres hôtels particuliers bordant la place apportent au lieu une atmosphère calme et austère.

## Situation et accès
Au sein du territoire municipal de Nancy, la place se situe à l'est de l'ensemble urbanistique construit dans les années 1750, mais reste proche de la place Stanislas, distante de 150 mètres, au sein du quartier Charles III - Centre-Ville. La place comprend les rues Girardet, Guibal et Lyautey, qui la traversent. La place est entièrement ceinturée par la chaussée routière, cette dernière servant partiellement de zone de stationnement.
Le site est desservi par la ligne 1 du tramway, via la station « Cathédrale », située à environ 250 mètres de la place.

## Origine du nom
Le nom de la place commémore le traité d'alliance franco-autrichien de 1756.

## Historique
Lors de la construction de la place en 1751, le site constituait le jardin potager ducal, aménagé sur l’ancien bastion Saint-Jacques, et ce après le démantèlement des remparts de Nancy, en 1698, sous le règne de Léopold Ier.
Par ordre de Stanislas Leszczynski, duc de Lorraine, fut décidée la création d'une nouvelle place à proximité de la place Royale. Stanislas Leszczynski avait d'abord pensé consacrer la place à saint Stanislas. Elle figurait avec ce nom sur les croquis dessinés entre 1751 et 1753. La place Saint-Stanislas fut construite par Emmanuel Héré. Très vite la place fut renommée « place d'Alliance » en hommage à la signature du traité d'alliance de 1756 entre Louis XV et Marie-Thérèse d'Autriche, épouse de François Ier du Saint-Empire, empereur romain germanique mais aussi ancien duc de Lorraine, dont Stanislas tient les duchés de Lorraine et de Bar.
Lors de la Révolution, la place fut successivement rebaptisée « place de la Renommée », puis « place Chalier » en l'honneur de Marie Joseph Chalier, maire de Lyon pendant la Terreur.

## Bâtiments remarquables et lieux de mémoire

### Architecture
La place d'Alliance  possède des proportions plus modestes que ses deux sœurs, constituant un rectangle de 80 par 60 mètres, soit une superficie d'un demi-hectare environ. 
Dès 1758, le forestier en la maîtrise des eaux et forêts de la Ville de Nancy, Nicolas Bernard, est chargé de planter plusieurs rangées d'arbres. Des tilleuls furent plantés sur le pourtour de la place en 1763, certains sont toujours visibles aujourd'hui. Les gravures de la Place d’Alliance de Dominique Collin et Yves-Dominique Collin donnent un aperçu de la place avant et après la présence de tilleuls. Six d'entre eux ont été abattus lors d'une manifestation d'agents ONF en mars 2012, puis replantés huit mois plus tard.

### Fontaine

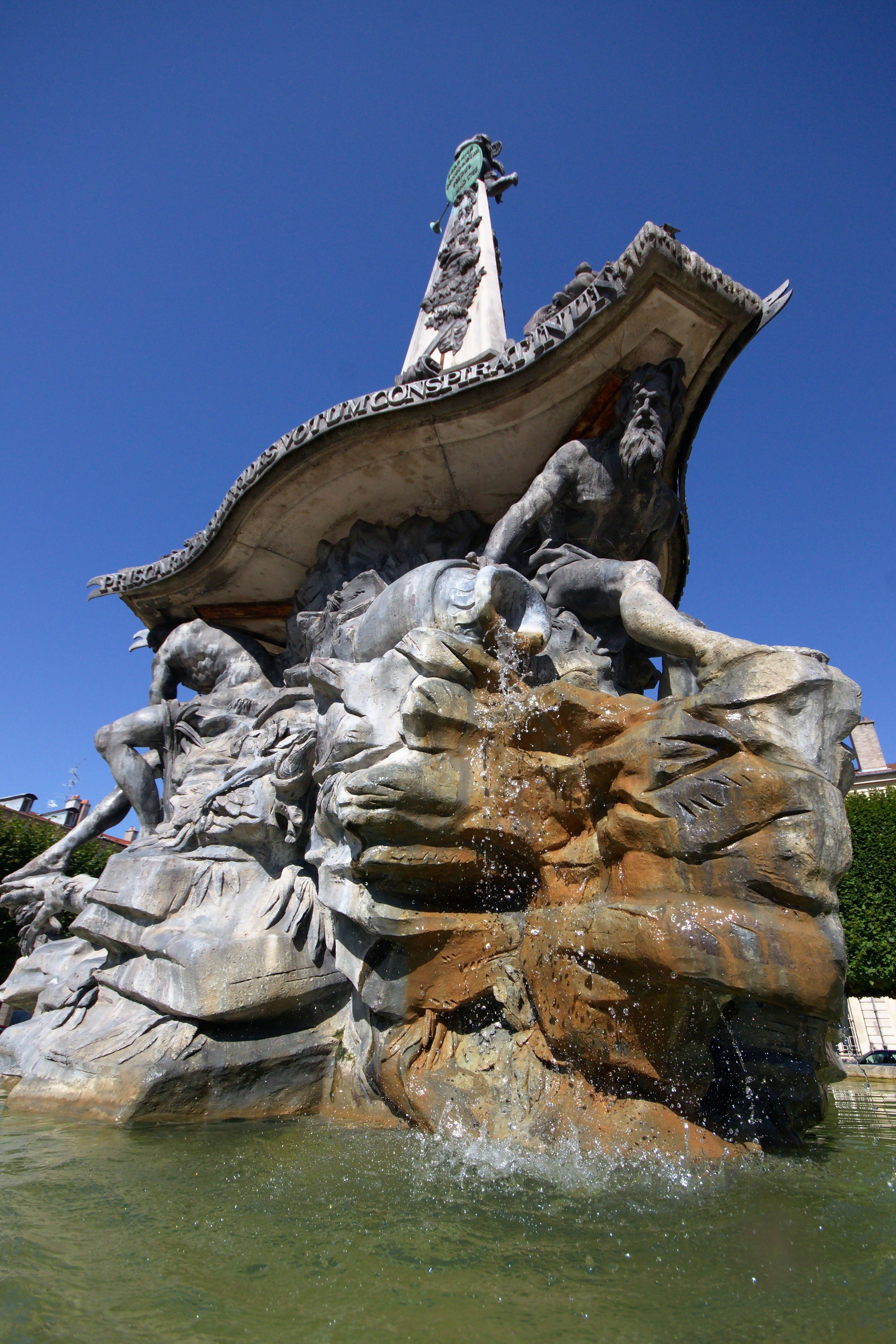
Fontaine sculptée par Paul-Louis Cyfflé.

Le sculpteur Paul-Louis Cyfflé édifia pour Stanislas une fontaine pour commémorer la signature du traité. La fontaine devait initialement être installée place de la Carrière.
Le bassin, comptant plusieurs lobes, entoure la fontaine centrale et capte l'eau que déversent trois vieillards barbus représentant trois cours d'eau d'Europe occidentale : l'Escaut, la Meuse et le Rhin. Il semble que Cyfflé se soit fortement inspiré de la fontaine de style baroque des « Quatre Fleuves » de Bernini pour la Piazza Navona de Rome.
La partie basse de la fontaine, en plomb, représente des figures allégoriques déversant l'eau dans un bassin de pierre. Les groupes sculptés sont surmontés d'un obélisque de pierre, lui-même couronné d'un génie soufflant dans un clairon et tenant un médaillon.

#### Citations latines
La fontaine est ornée de devises en latin, célébrant le traité d'alliance entre la France et l'Autriche :
- sur le médaillon sommital : « Perennæ Concordiæ Fœdus Anno 1756 » (« Éternel traité de concorde année 1756 ») ;
- deux mains unies sortant de nuées décorées de l'écu de France et d'Autriche : « Publicam spondent salutem » (« Elles promettent le salut ») ;
- deux mains brandissent un faisceau de flèches : « Optato vincta discordia nexu » (« La discorde est vaincue par cette alliance qui a été voulue ») ;
- un écu unit des fleurs de lys et la croix de Lorraine : « Prisca recensque fides votum conspirat in unum » (« L'ancienne et la nouvelle fidélité forment maintenant un même vœu »).

### Hôtels particuliers

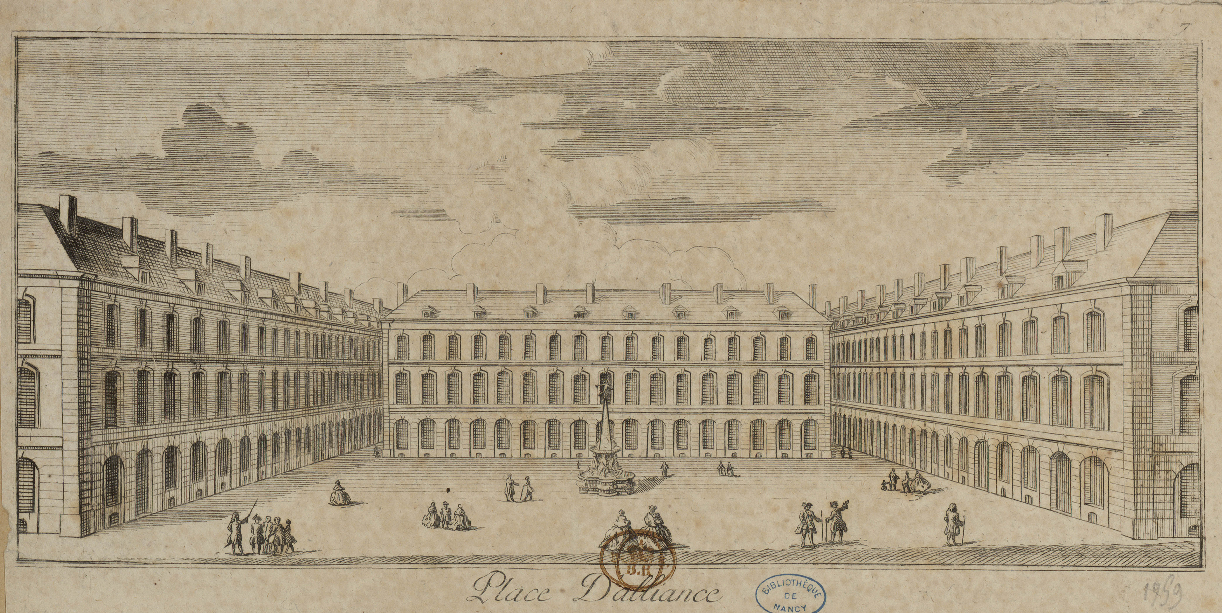
Gravure au burin sur papier vergé par Dominique Collin représentant trois façades de la Place d'Alliance de Nancy, 1751/1761.

La place est bordée par des hôtels particuliers à l'allure semblable et de même hauteur, renforçant l'unité architecturale des lieux. Suivant le même financement des travaux que pour les deux autres places de l'ensemble, Stanislas ne construisit à ses frais que les façades, les autres aménagements intérieurs et murs étant à la charge des nouveaux propriétaires, parmi lesquels on comptait Emmanuel Héré et Richard Mique.
L’architecte Emmanuel Héré réalise chaque façade sur le même modèle. Les façades se composent de trois niveaux d’élévations avec des murs à refends au rez-de-chaussée et arcades plein-cintre, comme présenté sur la gravure de Dominique Collin. Les agrafes rocailles sculptées sont réalisées par Louis Le Noir et les garde-corps par Jean Lamour. Plusieurs bas-reliefs, notamment en dessus de portes au premier étage, célèbrent les bienfaits des constructions du roi Stanislas. 

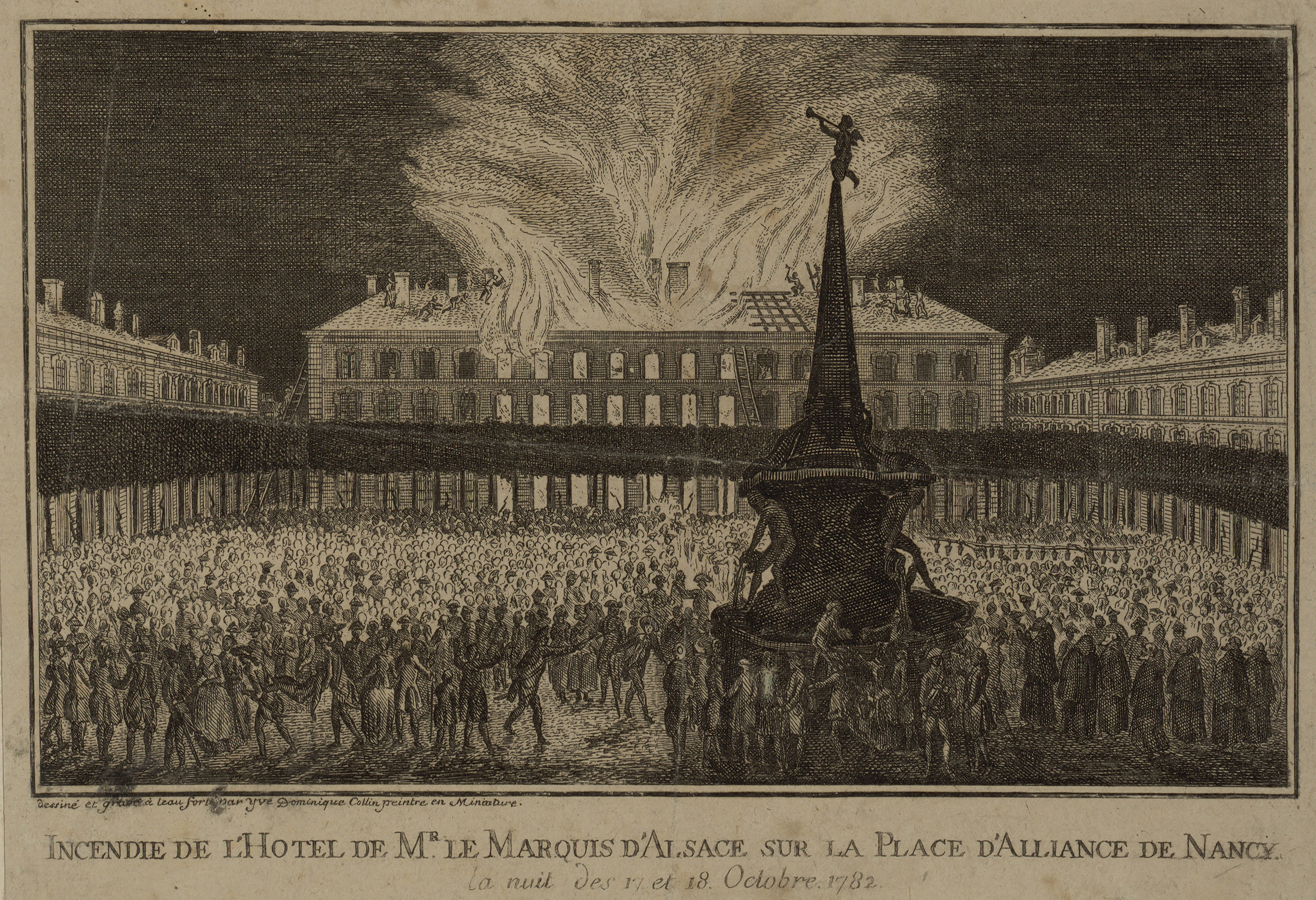
Incendie de l'hotel d'Alsace sur la Place d'Alliance dans la nuit du 17 au 18 octobre 1782

Dans la nuit du 17 au 18 octobre 1782, un incendie eut lieu sur la place d’Alliance et consuma l’hôtel d’Alsace. Cet hôtel, réalisé par Héré vers 1753, appartenait depuis sa vente aux enchères en 1782 au marquis d’Alsace, Jean-François-Joseph d'Alsace de Hénin-Liétard. Seulement quelques mois après l’achat, l’hôtel prit feu et se propagea à cause des pompes à eau en mauvais état. L’incendie de l’hôtel du marquis d’Alsace sur la place d’Alliance est représenté par le graveur lorrain Yves-Dominique Collin. Des travailleurs sont en activité sur les toitures de tuiles pour tenter d’éteindre les flammes, celles-ci ayant gagné la totalité de la partie centrale de l’hôtel. La gravure présente la foule paniquée dans l’obscurité, certains apportant des seaux d'eau et d'autres emportant les blessés.
L'hôtel particulier situé au numéro 2 de la place a accueilli la succursale de la Banque de France de sa création en 1853 jusqu'au début des années 1880, quand elle a été déplacée à son emplacement actuel de la rue Chanzy. Cet hôtel est inscrit au titre des monuments historiques par arrêté du 25 février 1950 pour sa façade et sa toiture.
D'autres hôtels sont également inscrits au titre des monuments historiques :
- au n° 4 par arrêté du 25 février 1950[14],
- au n° 6 à l'angle de la rue Pierre-Fournier par arrêté du 25 février 1956[15],
- au n° 8, l'hôtel d'Alsace, par arrêté du 25 février 1950[16].

Un des hôtels particuliers accueille aujourd'hui le consulat honoraire de Lettonie en France.

### Monuments historiques
La fontaine a été classée monument historique par un arrêté du 15 janvier 1925, puis le sol et les plantations de la place ont été inscrits par un arrêté du 25 février 1950.

### UNESCO
En décembre 1983, la place a été, au même titre que la place Stanislas et que la place de la Carrière, classée sur la liste du patrimoine mondial de l'UNESCO. L'inscription, rendue officielle lors de la septième session ordinaire de l'UNESCO, a été retenue pour les critères (i) : « chef-d'œuvre du génie créateur humain » et (iv) : « exemple éminent d'un type de construction ou d'ensemble architectural ou technologique ou de paysage illustrant une ou des périodes significative(s) de l'histoire humaine ».

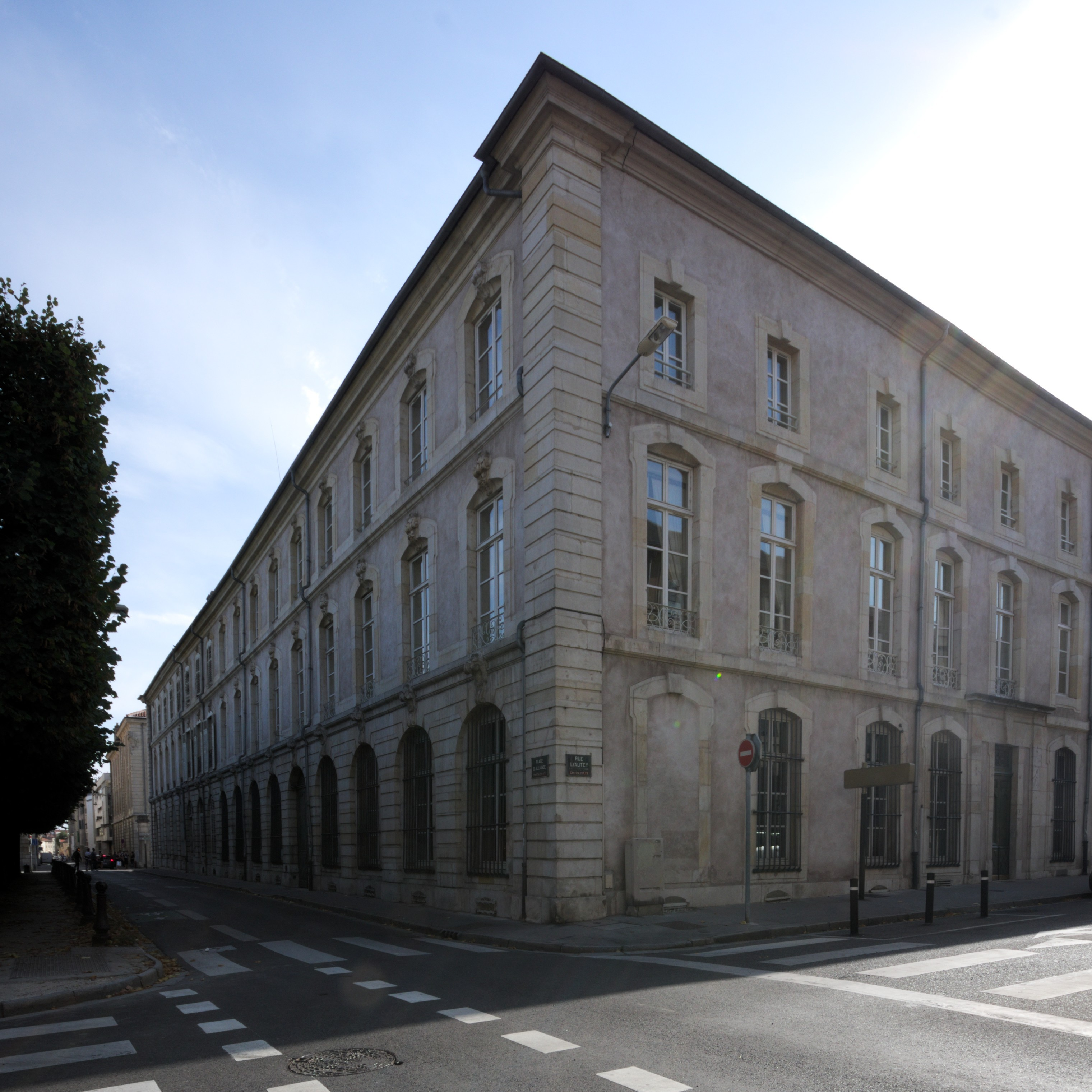
Immeuble, 2 place d'Alliance.
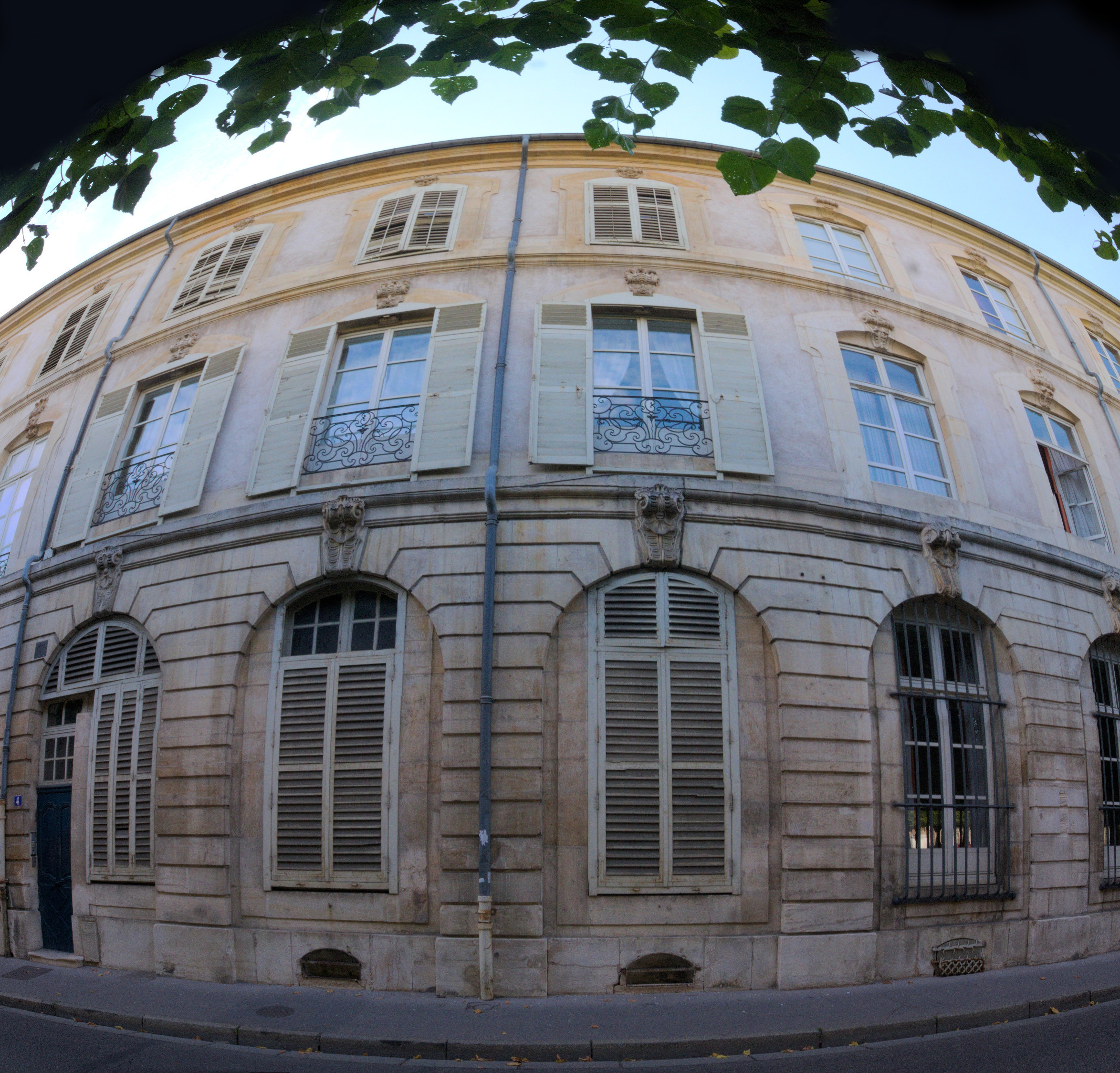
Immeuble, 4 place d'Alliance.
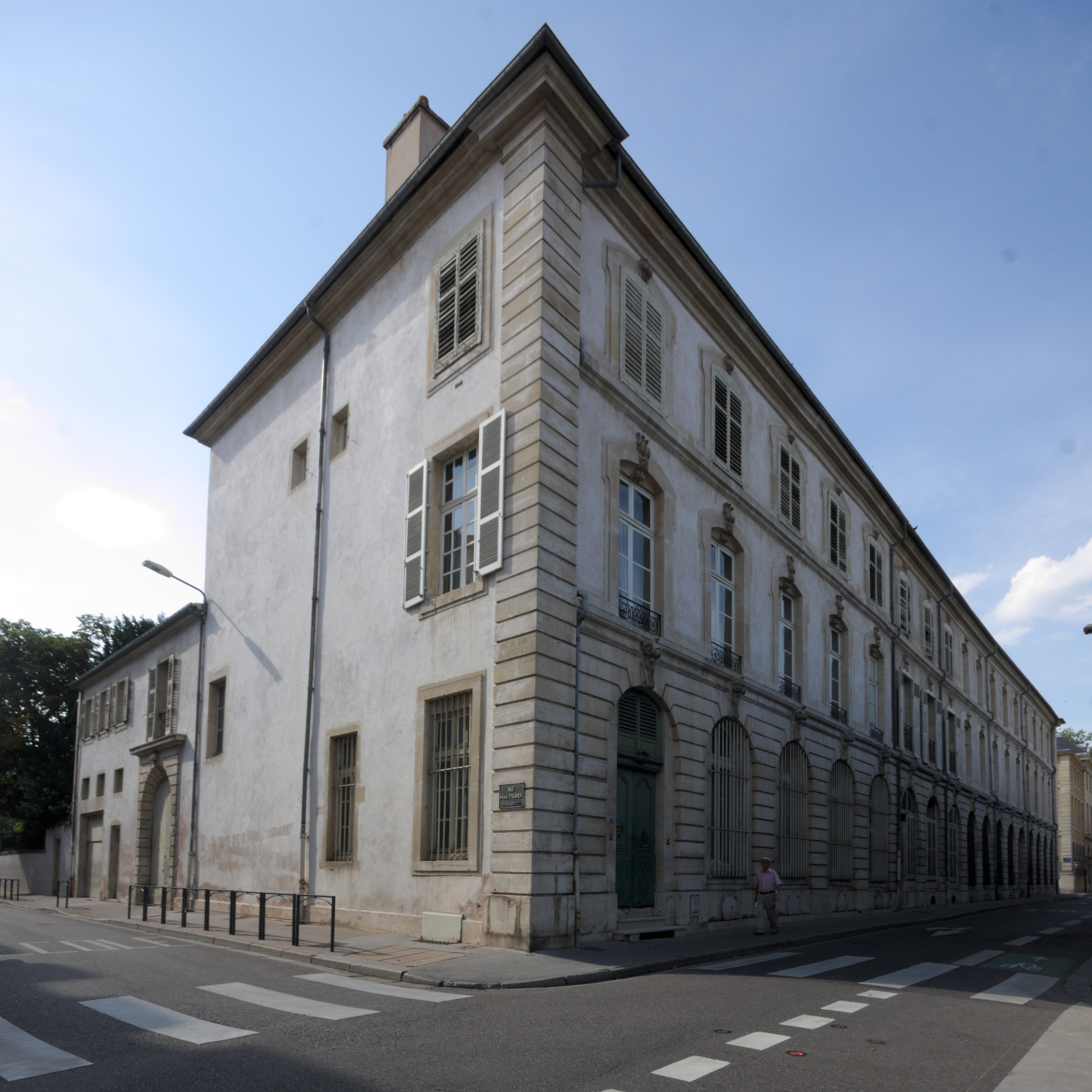
Immeuble, 6 place d'Alliance.
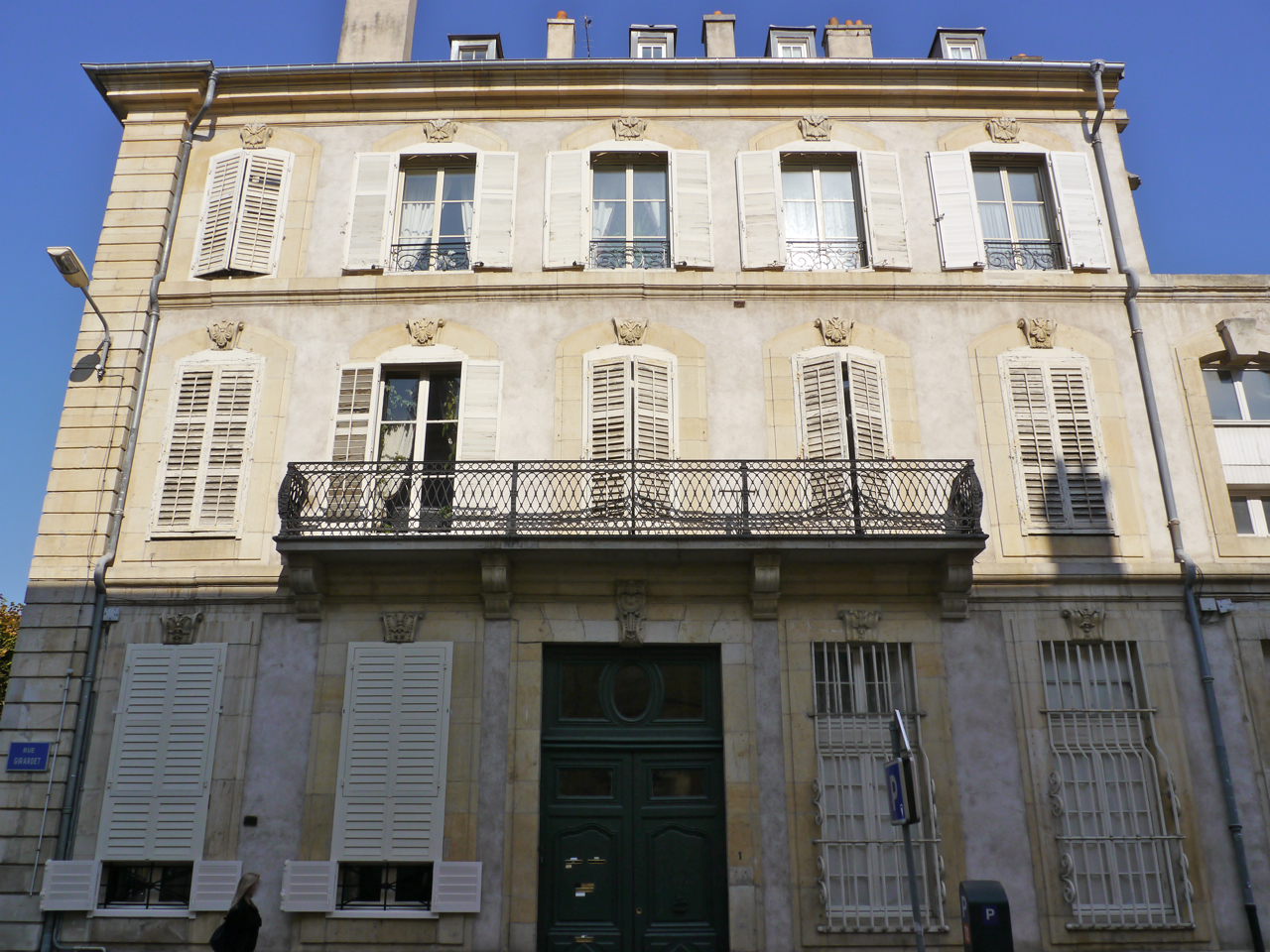
Hôtel d'Alsace, 8 place d'Alliance.